# Palm Beach Pumas Soccer Club
Il Palm Beach Pumas è una società calcistica statunitense fondata nel 2000 e che milita nella Premier Development League (PDL).
I Pumas giocano le gare interne di campionato in due impianti: il Palm Beach International Polo Club di Wellington (Florida), e il Lauderhill Sports Complex di Fort Lauderdale (Florida).
I risultati sportivi del club sono sinora stati molto deludenti, basti pensare che in otto campionati non si è mai qualificato per i play-off.

## Cronistoria
| Anno | Divisione | League  | Regular Season | Playoff         | Open Cup        |
| ---- | --------- | ------- | -------------- | --------------- | --------------- |
| 2000 | 4         | USL PDL | 5° Southeast   | Non qualificato | Non qualificato |
| 2001 | 4         | USL PDL | 6° Southeast   | Non qualificato | Non qualificato |
| 2002 | 4         | USL PDL | 4° Southeast   | Non qualificato | Non qualificato |
| 2003 | 4         | USL PDL | 4° Southeast   | Non qualificato | Non qualificato |
| 2004 | 4         | USL PDL | 5° Southeast   | Non qualificato | Non qualificato |
| 2005 | 4         | USL PDL | 4° Southeast   | Non qualificato | Non qualificato |
| 2006 | 4         | USL PDL | 4° Southeast   | Non qualificato | Non qualificato |
| 2007 | 4         | USL PDL | 6° Southeast   | Non qualificato | Non qualificato |

## Organico

### Rosa 2008
| N. |                        | Ruolo | Calciatore        |
| -- | ---------------------- | ----- | ----------------- |
| 0  | Stati Uniti (bandiera) | P     | Alejandro Ancheta |
| 1  | Stati Uniti (bandiera) | P     | Shaul Hagiel      |
| 2  | Stati Uniti (bandiera) | D     | Carlos Bernal     |
| 3  | Stati Uniti (bandiera) | C     | Manuel Gonzalez   |
| 4  | Giamaica (bandiera)    | C     | Ainsley Deer      |
| 6  | Stati Uniti (bandiera) | C     | Aaron Waldorf     |
| 7  | Stati Uniti (bandiera) | C     | Collin Nicholas   |
| 8  | Stati Uniti (bandiera) | D     | Anthony Emerson   |
| 9  | Stati Uniti (bandiera) | C     | Luis Campo        |
| 10 | Honduras (bandiera)    | C     | Walter Jiminson   |
| 11 | Stati Uniti (bandiera) | A     | Michael Reyes     |
| 12 | Stati Uniti (bandiera) | D     | Marcus Reynolds   |

| N. |                        | Ruolo | Calciatore            |
| -- | ---------------------- | ----- | --------------------- |
| 13 | Stati Uniti (bandiera) | C     | Andres Perez          |
| 14 | Stati Uniti (bandiera) | C     | Adam Parker           |
| 15 | Stati Uniti (bandiera) | C     | Tomas Lalinde         |
| 16 | Stati Uniti (bandiera) | D     | Marco Ardila          |
| 17 | Stati Uniti (bandiera) | C     | Jonathan Romero       |
| 19 | Argentina (bandiera)   | A     | Christian Caporaletti |
| 21 | Stati Uniti (bandiera) | C     | Ben Ward              |
| 22 | Stati Uniti (bandiera) | D     | Eric Palau            |
| 29 | Stati Uniti (bandiera) | C     | Chris Reyes           |
|    | Stati Uniti (bandiera) | P     | Philip Fisher         |
|    | Stati Uniti (bandiera) | D     | Tommy Majek           |
|    | Guatemala (bandiera)   | D     | Dor Yasur             |